# Constance Jeans
Constance Mabel Jeans (Nottingham, 23 d'agost de 1899 - Falmouth, abril de 1984) va ser una nadadora anglesa que va participar en les Olimpíades de 1920 i de 1924 durant les quals va guanyar la medalla d'argent.